# Élena
Élena fue una banda española de música catalana que se formó en 1999 en El Masnou, Barcelona. Élena canta en catalán en sus canciones, aunque sus primeras obras fueron escritas en inglés y algunas en castellano. Helena, la cabecilla del grupo, declaró: Cantábamos en inglés porque huíamos de la etiqueta "rock català" y Nos parece mucho más coherente cantar en nuestra lengua materna (el catalán) Su género es Indie Pop. Los componentes son: Helena Miquel (voz), Víctor Francisco (batería y percusión), Dani R. Jones (bajo), Raül Moya (guitarra) y Marc Marés (guitarra). 
El nombre de Élena proviene del nombre de la cantante y componente principal, Helena Miquel. Según ella, surgió como una broma y al final nombró al grupo

## Discografía
- Porelamordedios (2001)

1. "Pure", 4:10.
2. "Mate", 4:30.
3. "Silent", 3:37.
4. "Km 103", 4:38.
5. "Julio Alberto", 4:26.
6. "Satan Kingsize", 3:57.
7. "No Pattern", 4:03.
8. "Antes", 2:51.
9. "These Days", 5:53.
10. "Nadie Pero Mar", 5:21.

- CCCP (2001)

1. "CCCP", 3:10.
2. "Tautou", 4:16.
3. "Ariana", 4:20.
4. "El Chico Mancha", 2:52.

- Present (2003)

- Un cafè, setanta matins (2009)

1. "En Un Minut", 3:22.
2. "Herois", 2:24.
3. "L'Amor És Ah", 3:16.
4. "Si T'He Trobat", 2:05.
5. "Dos", 3:11.
6. "Plou", 2:53.
7. "Ara", 4:00.
8. "Tantes Coses Per Fer", 2:50.
9. "Setanta Matins", 4:29.
10. "Mai Més", 3:39.

- D'Herois i Desastres (2011)

1. "Bagatge I Equipatge", 3:51.
2. "Incendis", 3:13.
3. "Auguris", 3:16.
4. "Dos Dies No Són Sempre", 3:46.
5. "M", 4:09.
6. "Un Hivern A Les Fosques", 3:39.
7. "Fugir De Matinada", 3:27.
8. "Els Teus Tresors", 3:42.
9. "Encara Parlem De Tu", 3:02.
10. "Un Dilluns Diumenge", 3:09.
11. "Després D'Ahir", 3:19.
12. "Bressol", 2:54.

- Concepte vitrina (2015)

1. "Barcelona nord", 2:57.
2. "Pastilles per dormir", 3:46.
3. "Sirenes", 2:33.
4. "Americans", 3:30.
5. "Jubileu", 2:09.
6. "Mil ocells", 3:57.
7. "Nit princesa", 5:01.
8. "Les ungles plenes de sang", 2:45.
9. "Indiscret", 5:30.
10. "Por", 4:08.
11. "Amor sèrie B", 4:37.